# Sceliphron caementarium
Sceliphron caementarium är en biart som först beskrevs av Dru Drury 1773.
Sceliphron caementarium ingår i släktet Sceliphron och familjen grävsteklar. Inga underarter finns listade i Catalogue of Life.

## Bildgalleri

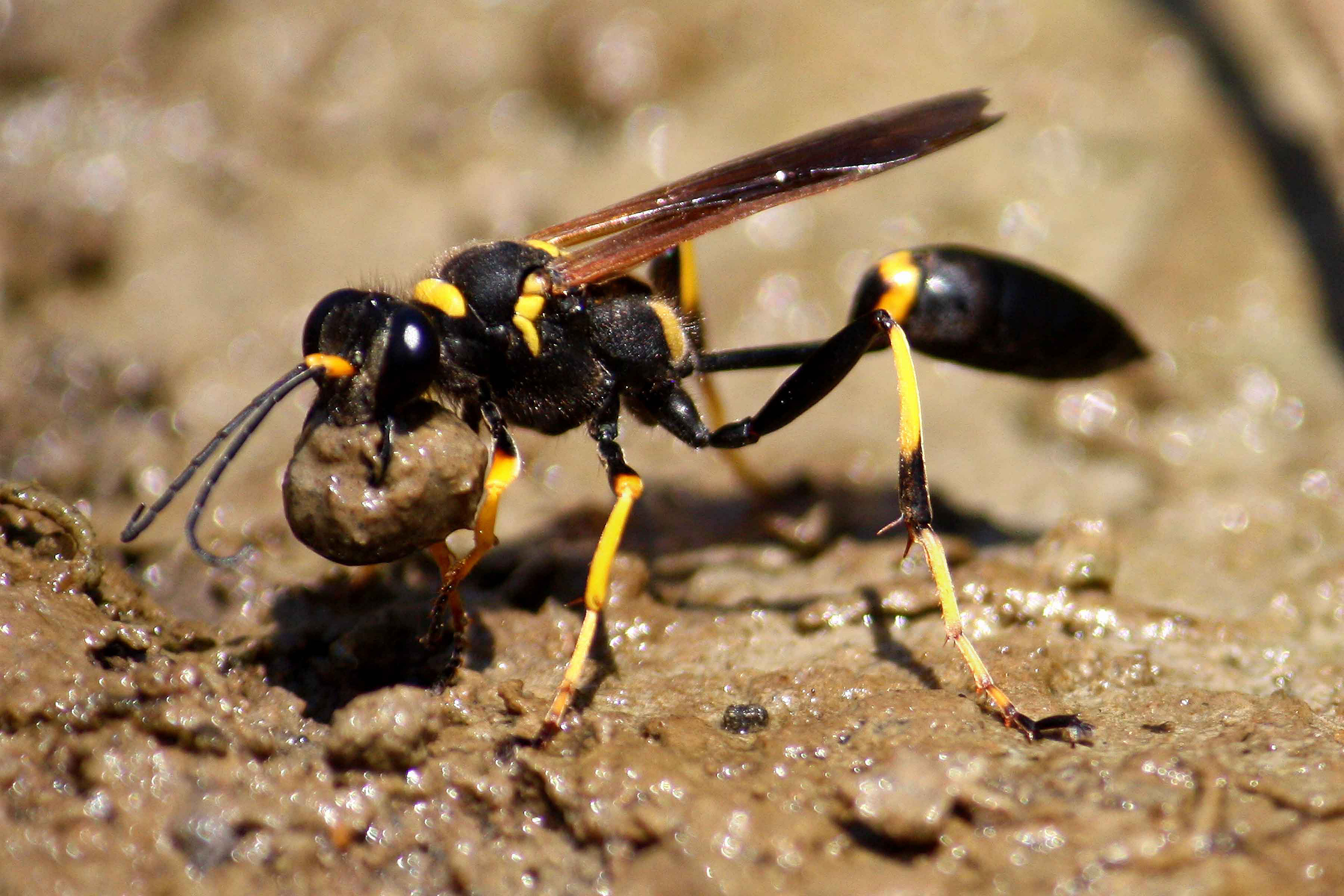
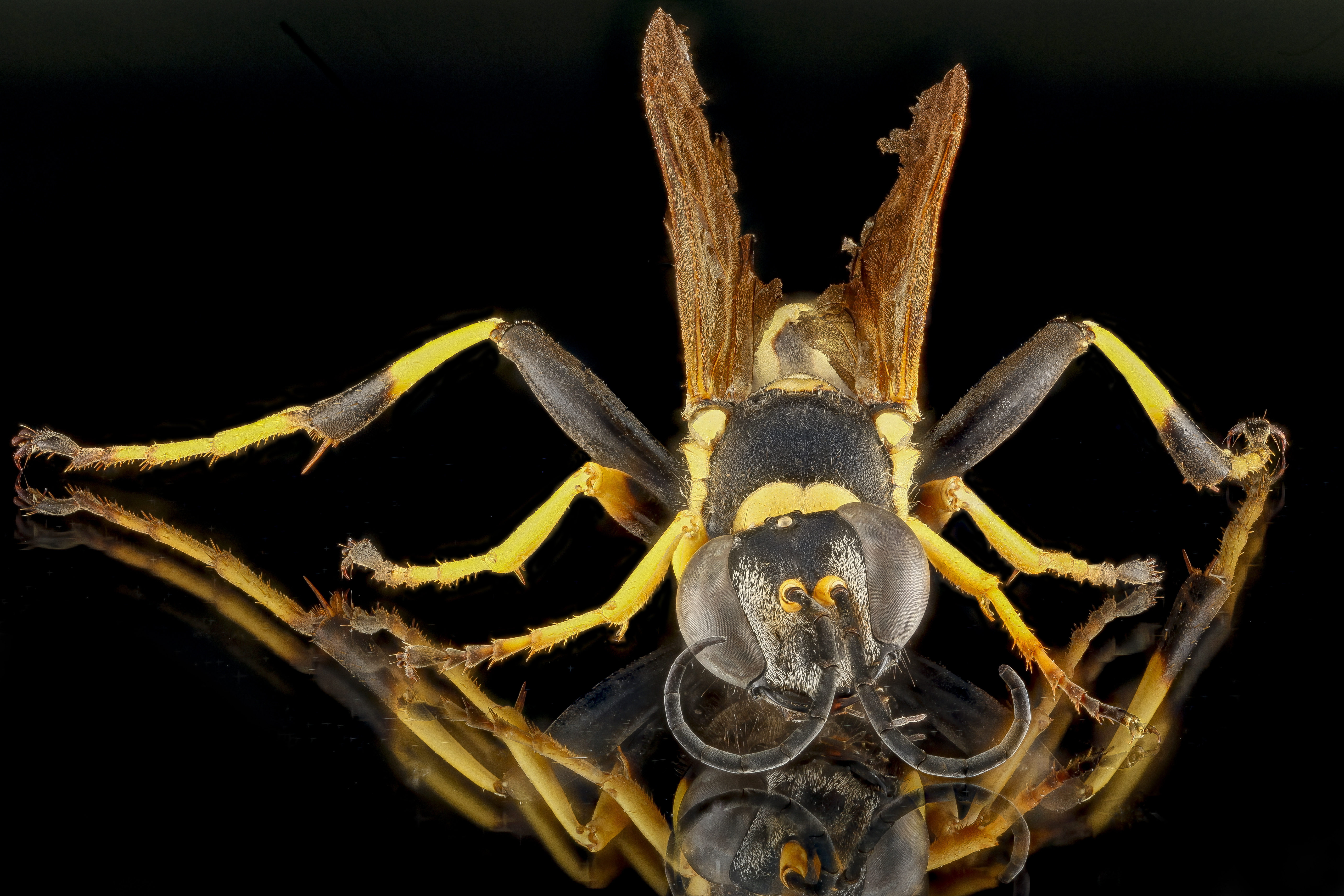
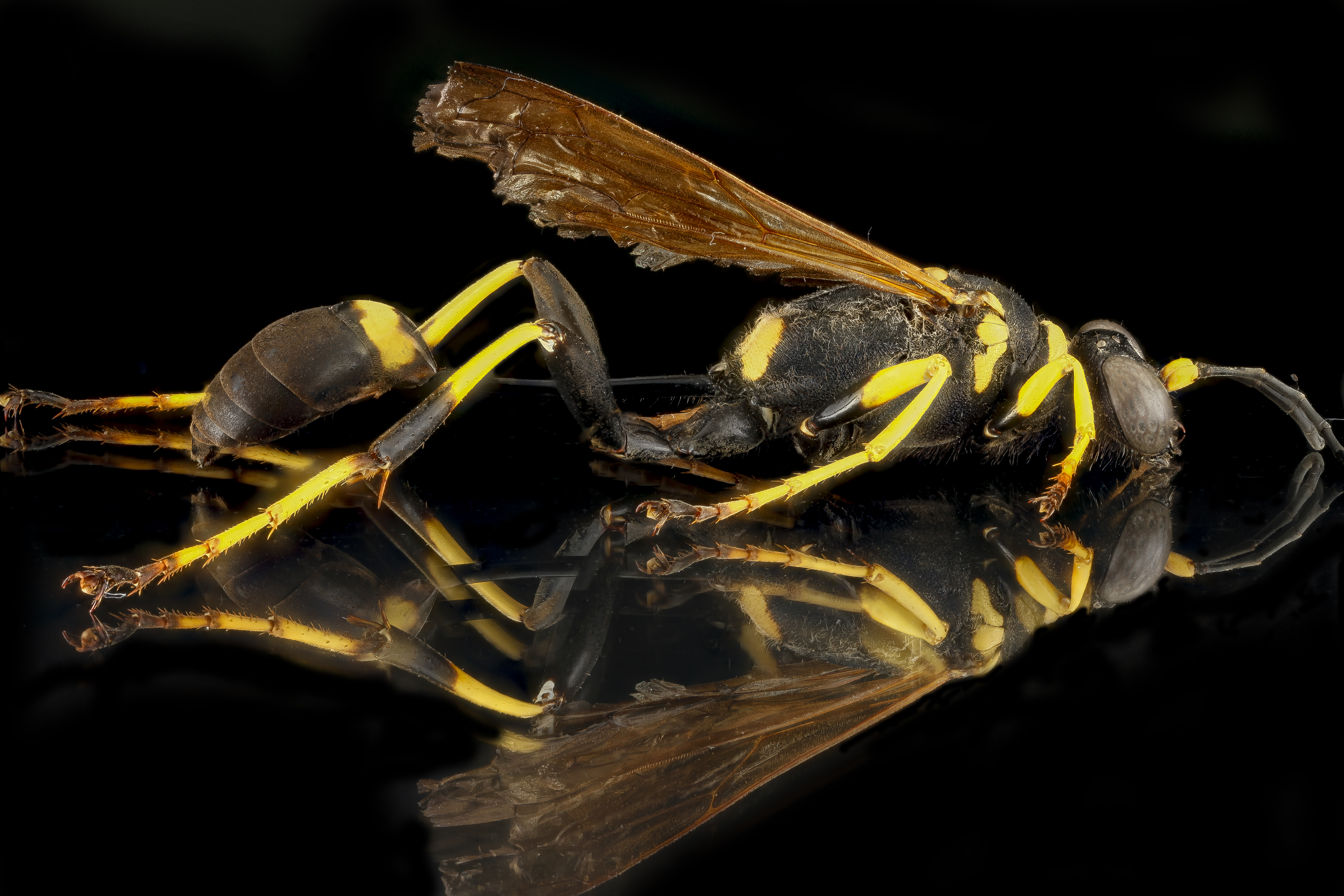
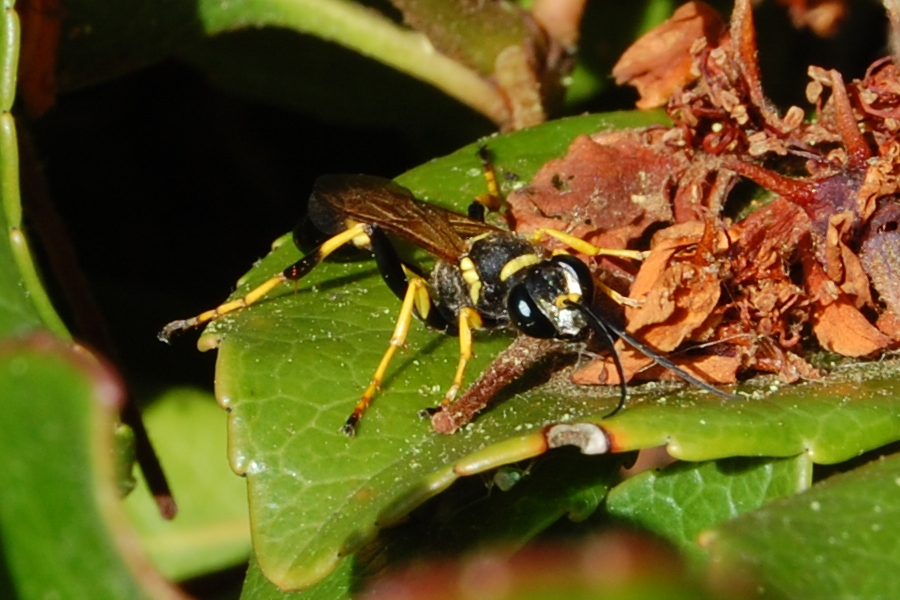
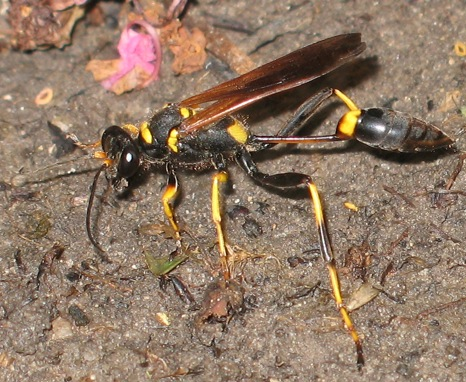
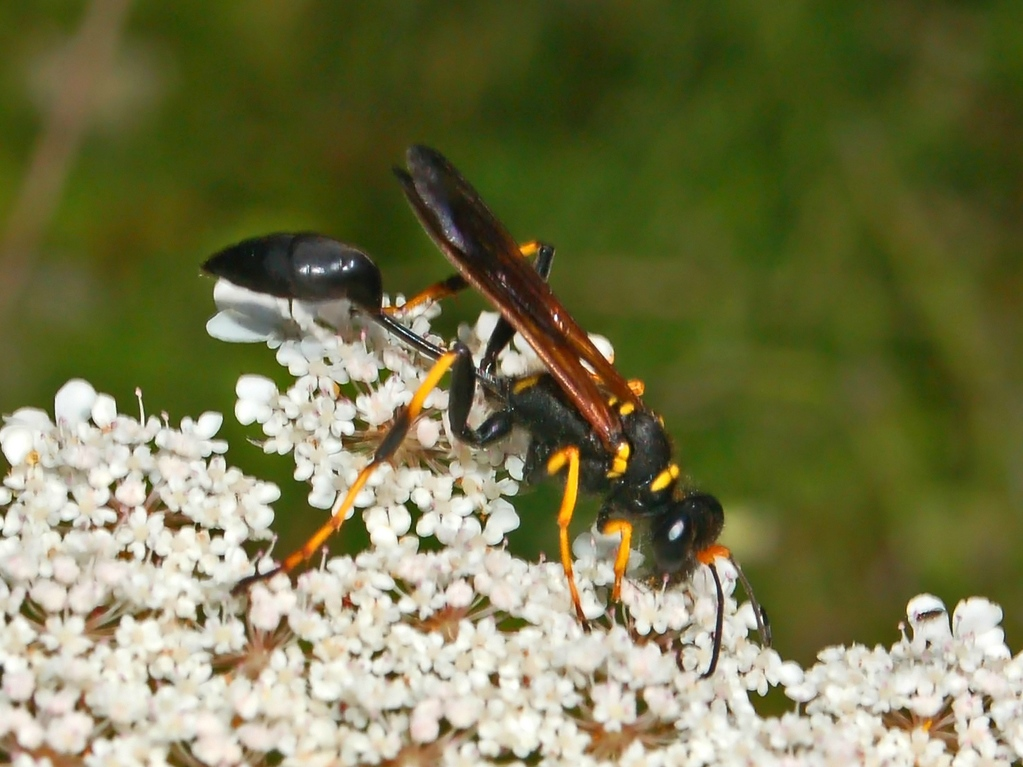